# Góry kopułowe
Góry kopułowe – rodzaj gór, które powstają, gdy skały znajdujące się nad magmą uniemożliwiają wydostanie się jej na zewnątrz i następuje wybrzuszenie wyższych warstw skał w kopułowaty kształt.
Przykładem takiego rodzaju wzniesień są Black Hills, a w Polsce – Chełmiec.